# Stardock

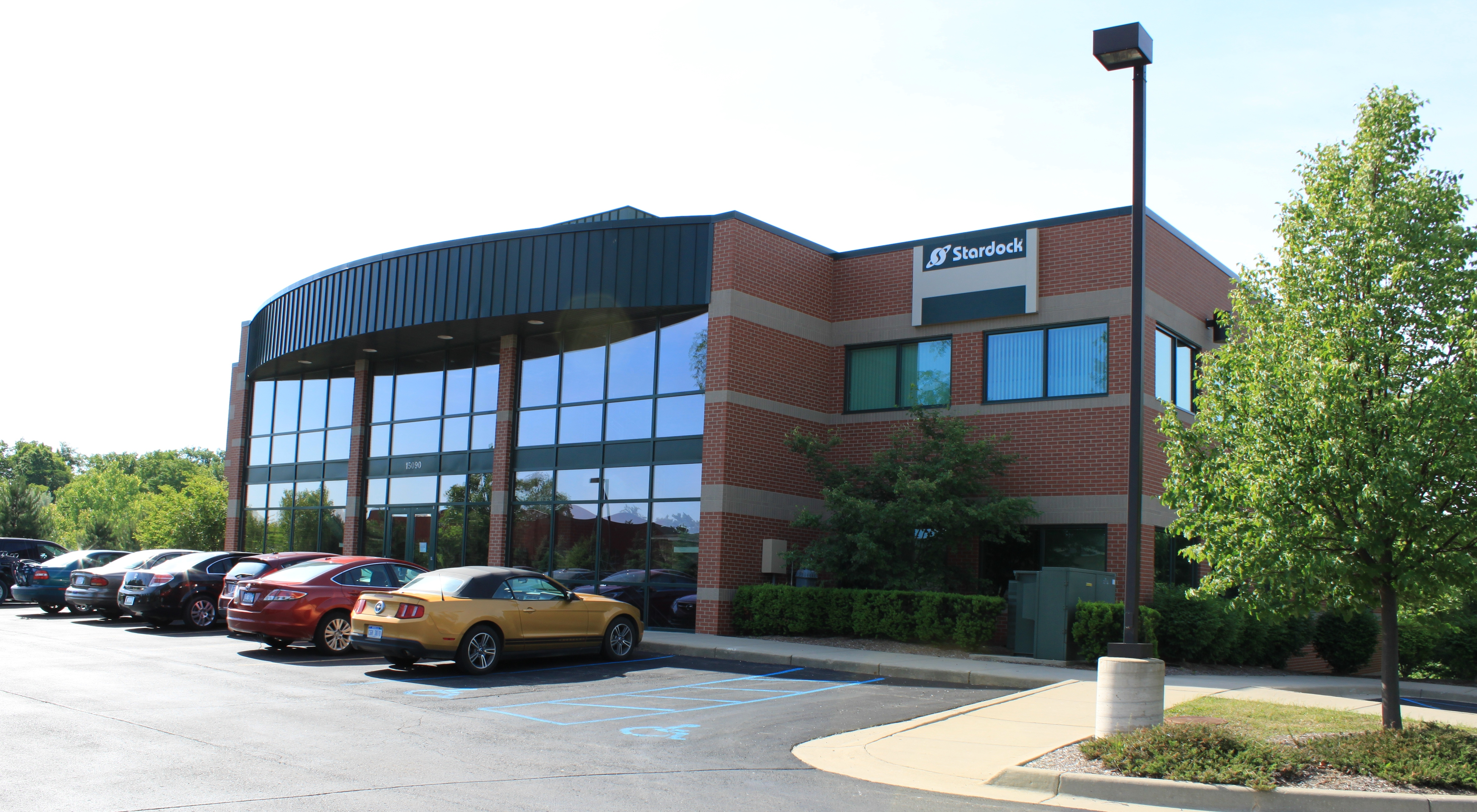
Hoofdkantoor van Stardock

Stardock Corporation is een Amerikaans softwarebedrijf opgericht in 1991. Later werd het bekend als Stardock.net. Stardock maakte vooral software voor het OS/2-platform, maar moest schakelen naar Windows omdat de softwaremarkt voor OS/2 kleiner werd tussen 1997 en 1998. De meeste programma's kunnen de gebruikersinterface van een besturingssysteem veranderen of uitbreiden. Ze maken ook computerspellen, voornamelijk strategiespellen.

## Producten
De meeste producten hieronder horen bij Stardock Central, een programma waarmee de inschrijvingsservices gedownload kunnen worden. Sommigen zijn alleen voor Windows XP en/of Windows 2000.

### Object Desktop
Het belangrijkste product van Stardock is Object Desktop. Met dit programma kan de gebruikersinterface veranderd worden. Het werd aanvankelijk uitgebracht in 1995 voor OS/2, maar later geconverteerd naar Windows. Momenteel bevat het de volgende componenten:
- WindowBlinds — voor het veranderen van de vormgeving van Windows.
- DesktopX — voor het maken van nieuwe designs en actieve objecten.
- IconPackager — om de icoontjes in Windows te beheren.
- WindowFX — voor het toevoegen van speciale effecten en animaties aan Windows
- SkinStudio — voor het maken van nieuwe skins voor WindowBlinds en Windows Media Player
- IconDeveloper — om nieuwe icoontjes te maken
- ObjectBar — om de taakbalk en het menu start te veranderen
- IconX — bevat grotere geanimeerde icoontjes.
- Keyboard LaunchPad — om sneltoetsen te maken.
- ControlCenter — een zijbalk met gadgets (zoals bij Windows Vista).
- Theme Manager — om thema's te beheren
- Object Edit — een vervanger voor Kladblok of WordPad
- Object Zip — een archiefbeheerder
- Tab Launchpad — een startbalk met tabs
- DriveScan — een hardeschijf-virtualisatieprogramma
- Enhanced Dialog — voegt opties toe aan de Windows dialoogvensters
- RightClick — een rechtermuismenu die aan te passen is.